# Ammuna
Ammuna, Ammunas – król hetycki z czasów istnienia królestwa starohetyckiego, panujący w latach ok. 1550-1530 p.n.e., syn i zabójca swego poprzednika Zidanty I. Według Edyktu Telepinu jego rządy nie zostały pobłogosławione przez bogów i dlatego żadna z jego wypraw wojennych nie zakończyła się zwycięstwem, a podległe mu kraje zbuntowały się przeciw niemu. Zmarł najprawdopodobniej śmiercią naturalną, a na tronie zastąpił go Huzzija I.